# Parque nacional de Pindo
El Parque nacional de Pindo (en griego: Εθνικός Δρυμός Πίνδου; Ethnikós Drymós Píndou), también conocido como Pindus (nombre en latín) o Valia-Kalda, es un parque nacional en la Grecia continental, situado en una zona montañosa aislada en la periferia de Macedonia occidental y el Epiro, en la parte nororiental de la cordillera del Pindo. Fue establecido en 1966 y cubre un área de 6.927 hectáreas (17.120 acres). La zona central del parque, de 3.360 hectáreas (8.300 acres), cubre la mayor parte del valle Valia Kalda y las laderas de los picos de los alrededores. 
El parque nacional cuenta con un rango de elevación de 1.076 a 2.177 metros (3.530 a 7.142 pies) y se caracteriza por densos bosques de pino negro europeo y de haya común, crestas rocosas, varios picos de más de 2.000 metros (6.600 pies), corrientes rápidas y lagos de montaña. El área pertenece a una  ecorregión más amplia montañas y bosques mixtos de Pindo y es una parte representativa de la cordillera del Pindo. Por otra parte, pertenece a la red ecológica Natura 2000 de áreas protegidas y es uno de los tres lugares de Grecia que alberga una población de osos.